# Dopes to Infinity
Dopes to Infinity (в пер. с англ. Бесконечный дурман) — третий студийный альбом американской стоунер-рок-группы Monster Magnet, выпущенный лейблом A&M Records 21 марта 1995 года.

## Об альбоме
Dopes to Infinity записан и сведён в студиях The Magic Shop и Electric Lady в Нью-Йорке. В процессе записи Monster Magnet прибегли к использованию новых инструментов — меллотрона, органа и ситары — для формирования гипнотического и «кислотного» звука. Вышедший 21 марта 1995 альбом имел некоторый коммерческий успех, в отличие от первых двух студийных работ Monster Magnet. Диск был отмечен в чартах нескольких стран, а выпущенная в качестве сингла композиция «Negasonic Teenage Warhead» заняла 26 и 19 место в хит-парадах Hot Modern Rock Tracks и Hot Mainstream Rock Tracks соответственно. В то же время, другие синглы, «Dead Christmas» и «Dopes to Infinity», успеха не имели.
В 2011 году в Европе и США Monster Magnet провели концертный тур Dopes To Infinity 2011 Tour, в рамках которого музыканты исполняли только материал альбома Dopes to Infinity в полном объёме. Также планировался аналогичный тур в Австралии, однако он был отменён. Согласно официальному заявлению промоутеров, этому способствовали непредвиденные обстоятельства.

### Реакция критиков
Пластинка была положительно воспринята музыкальными изданиями. 4 звезды из возможных 5 присудил альбому Нед Реджет, обозреватель Allmusic. Он посчитал, что Dopes to Infinity «более мощный и прямолинейный», чем предыдущие работы. Высокую оценку альбому поставил и редактор Entertainment Weekly Том Синклер; по его мнению, диск «предназначен для тех, кто жаждет максимальной психологической перегрузки». Наивысшая оценка была выставлена немецким изданием Rock Hard (10 из 10). По мнению рецензента Ханно Кресса, «космическое» звучание диска может ввести в заблуждение слушателя, но тем не менее, обозреватель окрестил Dopes to Infinity «психоделическим шедевром нью-хард-рока». В 2005 году редколлегия Rock Hard определила Dopes to Infinity на 406 место рейтинга «500 лучших рок- и метал-альбомов всех времён».

## Список композиций
| №                   | Название                           | Длительность |
| ------------------- | ---------------------------------- | ------------ |
| 1.                  | «Dopes to Infinity»                | 5:43         |
| 2.                  | «Negasonic Teenage Warhead»        | 4:28         |
| 3.                  | «Look to Your Orb for the Warning» | 6:32         |
| 4.                  | «All Friends and Kingdom Come»     | 5:38         |
| 5.                  | «Ego, the Living Planet»           | 5:07         |
| 6.                  | «Blow 'Em Off»                     | 3:51         |
| 7.                  | «Third Alternative»                | 8:33         |
| 8.                  | «I Control, I Fly»                 | 3:18         |
| 9.                  | «King of Mars»                     | 4:33         |
| 10.                 | «Dead Christmas»                   | 3:54         |
| 11.                 | «Theme from „Masterburner“»        | 5:06         |
| 12.                 | «Vertigo»                          | 5:41         |
| Общая длительность: | Общая длительность:                | 62:21        |

| №                   | Название            | Длительность |
| ------------------- | ------------------- | ------------ |
| 13.                 | «Forbidden Planet»  | 16:08        |
| Общая длительность: | Общая длительность: | 78:29        |

| №                   | Название                           | Длительность |
| ------------------- | ---------------------------------- | ------------ |
| 13.                 | «Eclipse This»                     | 4:33         |
| 14.                 | «Negasonic Teenage Warhead» (live) | 10:26        |
| Общая длительность: | Общая длительность:                | 77:20        |

| №                   | Название             | Длительность |
| ------------------- | -------------------- | ------------ |
| 1.                  | «Intro» (live)       | 0:36         |
| 2.                  | «Snake Dance» (live) | 3:33         |
| 3.                  | «Twin Earth» (live)  | 3:59         |
| 4.                  | «Nod Scene» (live)   | 3:15         |
| 5.                  | «Evil» (live)        | 3:12         |
| Общая длительность: | Общая длительность:  | 14:25        |

Комментарии
1. ↑  Композиция была издана в составе саундтрека кинокомедии «Соседка»[11].
2. ↑  Укороченный вариант песни был использован в саундтреке к фильму «Матрица»[12].

## Участники записи
| Monster Magnet - Дэйв Вайндорф — вокал, гитара, бас-гитара, перкуссия, терменвокс, меллотрон, орган, колокольчики, продюсирование - Эд Манделл — соло-гитара, бас-гитара, бэк-вокал - Джо Калландра — гитара, бас-гитара, бэк-вокал - Джон Клейман — барабаны, перкуссия, бэк-вокал | Другой персонал - Джо Варда — звукорежиссёр - Алан Молдер, Стив Розенталь — сведение - Брейн Ли — мастеринг - Богдан Херник, Брайан Кинкед, Крис Каррен, Майк Ньюсидер — ассистенты - Сэнди Браммелс — арт-директор - Марк Скилликорн, Walberg Design — дизайн - Майкл Лейвин — фотограф |

## Позиции в чартах
| Чарт (1995)           | Высшая позиция |
| --------------------- | -------------- |
| Canadian Albums Chart | 61             |
| MegaCharts            | 77             |
| Media Control Charts  | 30             |
| Sverigetopplistan     | 17             |
| UK Albums Chart       | 51             |
| Top Heatseekers       | 22             |

| Год  | Сингл                       | Чарт                       | Позиция |
| ---- | --------------------------- | -------------------------- | ------- |
| 1995 | «Negasonic Teenage Warhead» | Hot Modern Rock Tracks     | 26      |
| 1995 | «Negasonic Teenage Warhead» | Hot Mainstream Rock Tracks | 19      |

## Хронология релиза
| Территория                        | Дата          | Лейбл(ы)                            | Формат(ы)                        |
| --------------------------------- | ------------- | ----------------------------------- | -------------------------------- |
| Европа · США · Канада · Австралия | 21 марта 1995 | A&M Records                         | CD, компакт-кассета              |
| США · Япония                      | 1 июля 1999   | A&M Records / Universal Music Group | CD (переиздание с бонус-треками) |
| Мир                               | 7 мая 2005    | A&M Records / Universal Music Group | цифровая дистрибуция             |
| США · Япония                      | 17 июля 2012  | A&M Records / Obscure Alternatives  | 2хLP, CD (переиздание)           |

Основано на информации, предоставленной Allmusic и Discogs